# Aglaophenia pinguis
Aglaophenia pinguis är en nässeldjursart som beskrevs av John Fraser 1938. Aglaophenia pinguis ingår i släktet Aglaophenia och familjen Aglaopheniidae. Inga underarter finns listade i Catalogue of Life.